# Rosi Christiansson
Grace Rosa (Rosi) Nadine Dolores Teresina Romana Christiansson, född Müngersdorf 7 maj 1911 i Rom i Italien, död 24 september 1995 i Ängelholm, var en svensk konstnär.
Christiansson studerade konst i Köpenhamn och Stockholm. Hennes konst består av blomsterstilleben och figurstycken i en klatschig teknik med starka kontraster.